# Leukogranit

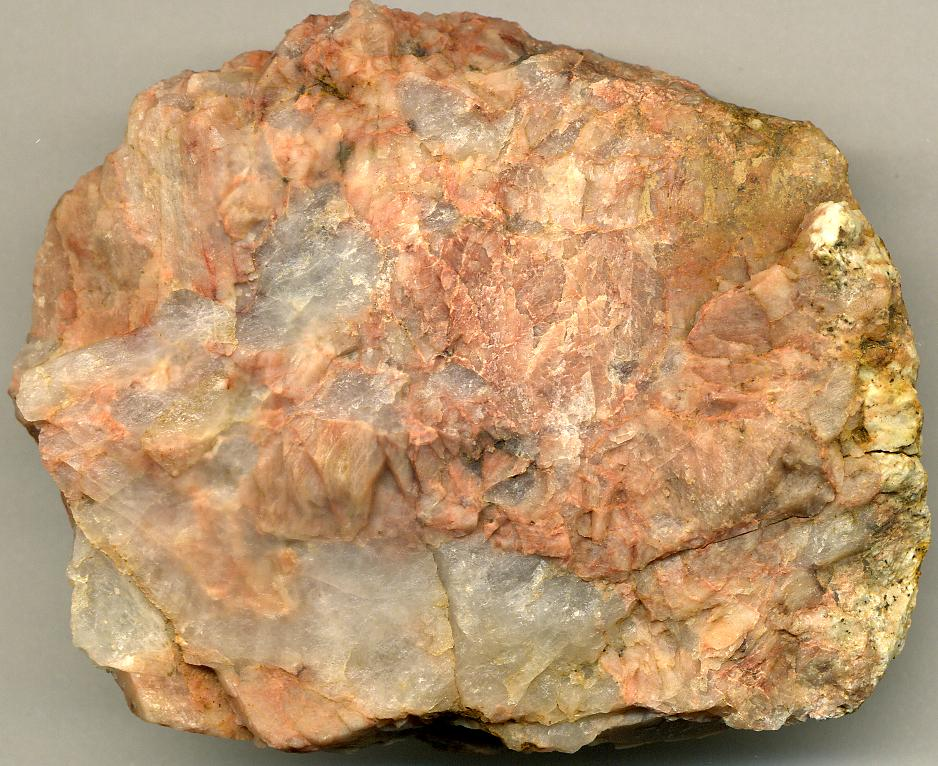
Handstück von Leukogranit (Alaskit) mit rosafarbenem Kalifeldspat und weißgrauem Quarz aus dem Mount Evans-Batholith, Colorado, USA

Der Leukogranit ist ein magmatisches Tiefengestein und gehört zu den Granitoiden. Das Gestein ist eine leukokrate Varietät des Granit mit mehr als 95 Volumenprozent an hellen Mineralbestandteilen.

## Geschichte
Ursprünglich war von dem amerikanischen Geologen J. E. Spurr im Jahr 1900 der Name Alaskit für plutonische Quarz-Alkalifeldspat-Gesteine ohne oder mit nur geringen Anteilen mafischer Minerale verwendet worden. Leukogranit wurde zum ersten Mal von Jean Lameyre im Jahr 1966 wissenschaftlich beschrieben, der den Begriff synonym für Zweiglimmergranit verwendete. Die Beschreibung erfolgte anhand von Leukograniten im französischen Massif Central.

## Gesteinsbeschreibung
Leukogranite sind sehr helle bis weiße Gesteine (altgriechisch λευκός leukós, deutsch ‚weiß‘), im verwitterten Zustand nehmen sie leicht gelbliche Farbtöne an. Die Korngrößen bewegen sich gewöhnlich zwischen 3 und 5 Millimeter, es existieren aber auch feinkörnige und porphyrische bis pegmatitische Varietäten. Das Gefüge ist gewöhnlich gleichkörnig, tektonisch beanspruchte Gesteine bilden aber eine Foliation aus, welche sich in einer Einregelung der Glimmer, insbesondere des Muskovits, bemerkbar macht. Die enthaltenen Quarzaggregate können dann außerdem eine Abplattung erfahren.
Die Farbzahl ist definitionsgemäß kleiner als 5.

## Mineralbestand und Zusammensetzung
Leukogranite besitzen die für Granite typischen Minerale. Sie bestehen meistens aus über 70 Gewichtsprozent SiO2.

### Modaler Mineralbestand
- Quarz
- Orthoklas
- Plagioklas (Oligoklas)
- Biotit
- Muskovit

Ferner können hinzutreten:
- Sillimanit
- Andalusit
- Cordierit

Als Akzessorien treten auf:
- Apatit
- Turmalin
- Zirkon

### Chemische Zusammensetzung
Angeführt sei die durchschnittliche Zusammensetzung vom Saint-Mathieu-Leukogranit (14 Analysen) und vom Cognac-la-Forêt-Leukogranit (25 Analysen) – alle aus dem nordwestlichen Massif Central:
| Oxid Gewichtsprozent | Saint-Mathieu-Leukogranit | Cognac-la-Forêt-Leukogranit | CIPW-Norm Prozent | Saint-Mathieu-Leukogranit | Cognac-la-Forêt-Leukogranit |
| -------------------- | ------------------------- | --------------------------- | ----------------- | ------------------------- | --------------------------- |
| SiO2                 | 72,64                     | 73,31                       | Q                 | 29,72                     | 32,47                       |
| TiO2                 | 0,23                      | 0,22                        | Or                | 30,33                     | 30,44                       |
| Al2O3                | 15,19                     | 14,88                       | Ab                | 29,73                     | 27,32                       |
| Fe2O3                | 0,80                      | 0,96                        | An                | 3,81                      | 3,31                        |
| FeO                  | 0,83                      | 1,01                        | C                 | 2,45                      | 2,77                        |
| MnO                  | 0,04                      | 0,04                        | Hy                | 2,60                      | 1,71                        |
| MgO                  | 0,70                      | 0,36                        | Mt                | 1,41                      | 1,73                        |
| CaO                  | 0,84                      | 0,74                        | Il                | 0,42                      | 0,41                        |
| Na2O                 | 3,52                      | 3,23                        | Ap                | 0,14                      | 0,14                        |
| K2O                  | 5,13                      | 5,15                        |                   |                           |                             |
| P2O5                 | 0,06                      | 0,06                        |                   |                           |                             |

Leukogranite sind an SiO2 übersättigt, ihr durchschnittlicher SiO2-Gehalt liegt bei 73 %, mit einer Variationsbreite von 70 bis 75 %. Sie sind ferner korundnormativ und peraluminous. Gemäß der Alphabetsuppenklassifikation der Granitoide gehören sie zum S-Typus.

## Entstehung und Assoziation
Leukogranite entstehen vorwiegend durch eine sehr weit fortgeschrittene Anatexis von Metasedimenten (Grauwacken und Metapelite) im kontinentalen Krustenbereich. Sie sind hauptsächlich mit dem Kollisionstyp bei Gebirgsbildungsprozessen assoziiert; in diesem Zusammenhang können sie an größere flachliegende Überschiebungen oder an regional bedeutende, steilstehende Störungen gebunden sein.

## Auftreten und Fundorte
Leukogranite sind weltweit verbreitet. Ein sehr wichtiges und riesiges Leukogranitvorkommen liegt im Himalaya, welches entlang der Main Central Thrust auftritt und seine Genese der alpidischen Hauptüberschiebung im Tertiär verdankt. Bekannte Beispiele hierfür sind der Manaslu-Granit und der Lhotse-Nuptse-Leukogranit.
Nördlich des Himalaya befindet sich mit dem Yalaxiangbo ein weiterer Leukogranit-Dom.
Zahlreiche Beispiele für Leukogranite finden sich auch im französischen Massif Central. Sie entstanden hier gegen Ende der variszischen Gebirgsbildung im Oberkarbon und sind an Deckenüberschiebungen und/oder Seitenverschiebungen gekoppelt.
Fundorte in Europa sind der Schwarzwald in Deutschland, das nordöstliche Portugal, das nordöstliche Sardinien, die Provinz Salamanca in Spanien, das südöstliche Bulgarien und die nordwestliche Türkei (Pontisches Gebirge). Ein Beispiel für einen Leukogranit aus dem Proterozoikum ist der Hearney-Leukogranit in den Black Hills, Vereinigte Staaten.

## Rohstoffe
Leukogranite können sehr stark lithophile Elemente anreichern, wie beispielsweise Uran und Thorium. Letztere sind dabei meist an Pegmatite, Mikrogranit- oder Lamprophyrgänge gebunden.